# Санаа Бгамбрі
Санаа Бгамбрі (нар. 7 березня 1988) — колишня індійська тенісистка.
Найвищу одиночну позицію світового рейтингу — 434 місце досягла 31 жовтня 2005, парну — 298 місце — 31 жовтня 2005 року.
Здобула 2 одиночні та 12 парних титулів.

## Фінали ITF
| турніри $25,000 |
| турніри $10,000 |

### Одиночний розряд: 6 (2–4)
| Результат | Ранг | Дата              | Турнір                   | Покриття | Суперниця         | Рахунок          |
| --------- | ---- | ----------------- | ------------------------ | -------- | ----------------- | ---------------- |
| Поразка   | 1.   | 21 травня 2005    | ITF Індаур, Індія        | Тверде   | Іша Лахані        | 1–6, 7–6, 4–6    |
| Перемога  | 2.   | 30 жовтня 2006    | ITF Ахмадабад, Індія     | Тверде   | Рушмі Чакравартхі | 7–6(4), 4–6, 6–3 |
| Поразка   | 3.   | 19 листопада 2007 | ITF Аурангабад, Індія    | Ґрунт    | Анкіта Бгамбрі    | 3–6, 6–7         |
| Перемога  | 4.   | 21 червня 2008    | ITF Ґурґаон, Індія       | Тверде   | Хан Сон Хі        | 7–5, 6–1         |
| Поразка   | 5.   | 8 листопада 2008  | ITF Музаффарнагар, Індія | Трава    | Нікол Тіссен      | 6–7(3), 3–6      |
| Поразка   | 6.   | 14 вересня 2009   | ITF Нью-Делі, Індія      | Тверде   | Рушмі Чакравартхі | 3–6, 1–6         |

### Парний розряд: 23 (12–11)
| Результат | Ранг | Дата              | Турнір                        | Покриття | Партнерка           | Суперниці                                | Рахунок          |
| --------- | ---- | ----------------- | ----------------------------- | -------- | ------------------- | ---------------------------------------- | ---------------- |
| Перемога  | 1.   | 30 травня 2004    | ITF Нью-Делі, Індія           | Тверде   | Ліза Перейра Віплав | Анкіта Бгамбрі Рушмі Чакравартхі         | 6–7, 6–3, 7–6    |
| Поразка   | 2.   | 6 грудня 2004     | ITF Колката, Індія            | Тверде   | Анкіта Бгамбрі      | Вілаван Чомптанґ Шруті Дгаван            | 2–6, 5–7         |
| Поразка   | 3.   | 13 грудня 2004    | ITF Ґурґаон, Індія            | Ґрунт    | Анкіта Бгамбрі      | Рушмі Чакравартхі Сай Джаялакшмі Джаярам | 6–2, 2–6, 4–6    |
| Поразка   | 4.   | 9 квітня 2005     | ITF Мумбаї, Індія             | Тверде   | Міхаела Бузернеску  | Чжань Цзіньвей Юлія Єфремова             | 2–6, 1–6         |
| Поразка   | 5.   | 9 травня 2005     | ITF Ахмадабад, Індія          | Тверде   | Шруті Дгаван        | Анкіта Бгамбрі Сай Джаялакшмі Джаярам    | 2–6, 5–7         |
| Перемога  | 6.   | 16 травня 2005    | ITF Індаур, Індія             | Тверде   | Анкіта Бгамбрі      | Іша Лахані Мегга Вакарія                 | 5–7, 6–3, 6–2    |
| Перемога  | 7.   | 9 серпня 2005     | ITF Гампстед, Велика Британія | Тверде   | Анкіта Бгамбрі      | Сара Коулз Елізабет Томас                | 6–3, 6–3         |
| Перемога  | 8.   | 17 жовтня 2005    | ITF Лагос, Нігерія            | Тверде   | Анкіта Бгамбрі      | Рушмі Чакравартхі Пунам Редді            | w/o              |
| Перемога  | 9.   | 16 червня 2006    | ITF Нью-Делі, Індія           | Тверде   | Арчана Венкатараман | Лу Цзінцзін Лі Вейбін                    | 6–3, 7–6         |
| Поразка   | 10.  | 30 жовтня 2006    | ITF Лагос, Нігерія            | Тверде   | Рушмі Чакравартхі   | Суріна Де Беер Агнеш Сатмарі             | 3–6, 1–6         |
| Перемога  | 11.  | 30 жовтня 2006    | ITF Ахмадабад, Індія          | Тверде   | Рушмі Чакравартхі   | Тара Ієр Мегга Вакарія                   | 6–2, 6–4         |
| Поразка   | 12.  | 25 травня 2007    | ITF Мумбаї, Індія             | Тверде   | Анкіта Бгамбрі      | Іша Лахані Марінн Жіро                   | 4–6, 1–6         |
| Перемога  | 13.  | 25 серпня 2007    | ITF Нойда, Індія              | Килим    | Анкіта Бгамбрі      | Софія Мулсап Варатчая Вонгтінчай         | 6–1, 6–4         |
| Поразка   | 14.  | 19 листопада 2007 | ITF Аурангабад, Індія         | Ґрунт    | Анкіта Бгамбрі      | Сандія Нагарадж Варатчая Вонгтінчай      | 6–7(4), 5–7      |
| Поразка   | 15.  | 9 червня 2008     | ITF Ґурґаон, Індія            | Килим    | Анкіта Бгамбрі      | Еліна Гасанова Іша Лахані                | 3–6, 4–6         |
| Перемога  | 16.  | 23 серпня 2008    | ITF Khon Kaen, Таїланд        | Тверде   | Анкіта Бгамбрі      | Нунгнадда Ваннасук Каньяпат Нараттана    | 7–5, 7–6         |
| Перемога  | 17.  | 8 листопада 2008  | ITF Музаффарнагар, Індія      | Трава    | Рушмі Чакравартхі   | Трета Браттачарія Шаліні Саху            | 6–1, 6–1         |
| Перемога  | 18.  | 1 червня 2009     | ITF Нью-Делі, Індія           | Тверде   | Анкіта Бгамбрі      | Seo Soon-mi Shin Jung-yoon               | 6–4, 2–6, [10–1] |
| Перемога  | 19.  | 10 серпня 2009    | ITF Нью-Делі, Індія           | Тверде   | Пуджашрі Венкатеша  | Рішика Сункара Нова Пател                | 6–2, 6–1         |
| Поразка   | 20.  | 5 жовтня 2009     | ITF Нойда, Індія              | Тверде   | Пуджашрі Венкатеша  | Мікі Міямура Каватоко Мое                | 1–6, 6–4, [5–10] |
| Поразка   | 21.  | 5 жовтня 2009     | ITF Пуне, Індія               | Тверде   | Рушмі Чакравартхі   | Міямура Мікі Каватоко Мое                | 0–6, 3–6         |
| Перемога  | 22.  | 17 травня 2010    | ITF Дурбан, ПАР               | Тверде   | Рушмі Чакравартхі   | Теґан Едвардс Б'янка Сванепул            | 3–6, 6–3, 6–4    |
| Поразка   | 23.  | 28 травня 2010    | ITF Дурбан, ПАР               | Тверде   | Рушмі Чакравартхі   | Бланка Саваї Ніколь Роттманн             | 6–3, 5–7, [9–11] |